# Banara wilsonii
Banara wilsonii — це вимерлий вид дерев з родини вербових (Salicaceae), який був ендемічним для району поблизу Пуерто-Падре, провінція Лас-Тунас, Куба. Він вимер через втрату середовища існування.